# Helena Calsamiglia i Blancafort
Helena Calsamiglia i Blancafort (Barcelona, 31 de juliol de 1945 - Barcelona, 24 d'octubre de 2017), va ser una professora universitària i escriptora catalana, coneguda pel seu treball en el camp de la sociolingüística de la interacció, l'etnografia de la comunicació, la lingüística textual, la pragmàtica i l'anàlisi del discurs. Ha estat professora titular de la Facultat de Traducció i Ciències del Llenguatge de la Universitat Pompeu Fabra, i va treballar en recerques internacionals sobre l'estudi del discurs. Era filla del filòsof i editor Josep Maria Calsamiglia i de Camila Blancafort, i neta del compositor català Manuel Blancafort.

## Biografia
Helena Calsamiglia va estudiar filologia romànica a la Universitat de Barcelona, va cursar estudis de postgrau a la Universitat de Califòrnia (Berkeley). Es va doctorar a la Universitat Autònoma de Barcelona, on va exercir com a docent i investigadora de 1973 a 1993. Al 1994, va passar a ser professora titular de la Universitat Pompeu Fabra al departament de Traducció i Ciències del Llenguatge i va impulsar, al costat de Teun van Dijk, la creació del Màster en Estudis del Discurs. Va dirigir des de 1997 el Grup de Recerca en Estudis del Discurs (GED) i la Xarxa d'Estudis del Discurs (XED). Va col·laborar amb l'Observatori de la Comunicació Científica UPF i va ser professora de l'anàlisi del discurs divulgatiu en el Màster de Comunicació Científica de la Barcelona School of Management-UPF. També va ser membre de l'Associació Internacional de Pragmàtica i del consell assessor de diverses revistes científiques de l'àmbit de l'Anàlisi del Discurs.
A partir del seu contacte i treball amb John Gumperz al Departament d'Antropologia de la Universitat de Berkeley, es va interessar per l'etnografia de la comunicació i la sociolingüística interaccional. Al costat d'Amparo Tusón, va impulsar aquestes orientacions per a l'estudi del bilingüisme a Catalunya. Més endavant, va centrar la seva recerca en la pragmàtica i va impulsar trobades científiques en aquest camp. En l'àmbit de l'Anàlisi del Discurs va participar i va dirigir projectes del Ministeri d'Educació i Ciència sobre el debat televisiu i la divulgació científica en mitjans de comunicació escrits. També ha investigat gèneres com l'entrevista i la conferència, o les estratègies d'apropament cognitiu entre experts i no experts.
L'obra intel·lectual d'Helena Calsamiglia va tenir un impacte determinant en l'escenari de la lingüística i l'anàlisi del discurs en el context espanyol i llatinoamericà, tant des del punt de vista científic com didàctic.
La intensa activitat duta a terme per Helena Calsamiglia en relació amb la recerca sobre el discurs de divulgació científica, especialment a partir de l'any 2000, inclou la creació de xarxes de col·laboració amb Amèrica Llatina (especialment, amb l'Argentina), i va culminar en la coordinació d'edicions monogràfiques dedicades al tema, com el volum 2 número 2 (juny de 2000) de la Revista iberoamericana de Discurso y Sociedad («Dir la ciència: les práctiques divulgatives en el punt de mira»), i el volum 5 número 2 (maig de 2003) de Discourse Studies, així com en articles publicats en revistas llatinoamericanes, com la Revista Argentina de Lingüística.
Les coses del dir. Manual d'Anàlisi del Discurs, escrit en col·laboració amb Amparo Tusón va esdevenir un text de referència obligada per als estudiosos en àmbits hispanoparlants i es va incorporar en bibliografies de cursos de grau i postgrau universitari. La claredat i precisió dels seus continguts, sumades a l'amplitud teòrica i la riquesa d'exemples de peces discursives provinents de nombrosos gèneres orals i escrits, en els quals destaca la presència de les diferents varietats lingüístiques de l'espanyol peninsular i americà, li van assegurar un lloc protagonista i perdurable en la didàctica de l'educació superior.

## Obra
Entre els seus llibres i articles destaquen:
- Les Coses del Dir, Editorial Ariel, 2012 (primera edició: 1999, sisena reeimpresión de la tercera edició: febrer 2019)[5]
- Geografies i històries (1945-1975), Editorial Planeta, 2010[6]

- "Aportacions de l'anàlisi del discurs a l'educació lingüística"[7]
- "Estructura i funcions de la narració"[8]
- "Funcions discursives dels temps verbals en la narració escrita per preadolescentes"[9]
- "L'oportunitat de l'aparició del subjecte en el discurs acadèmic"[10]
- "Anàlisi d'un moviment discursiu", Quark 37-38 (2006)[11]
- "Role and Position of Scientific Voices: Reported Speech in the Mitjana"[12]
- "Popularitzation Discourse and Knowledge about the Genoma"[13]
- "Falando de ciência com sobre palavras. Um generat dona interação oral: a entrevista televisiva".